# Pobre estúpida
«Pobre estúpida» o también censurado como Pobre es**pida es una canción y el primer sencillo del segundo album de estudio Juventud en éxtasis de la banda de electropop mexicana María Daniela y su Sonido Lasser. Se publicó en el año del 2007 por su discográfica Nuevos Ricos. Esta canción obtuvo buena recepción y fue la única en lanzarse de este disco.

## Significado
Es una canción un tanto jocosa que habla de una joven que le robó el novio a otra. A pesar de imitarla en todo lo posible —forma de andar, de vestir, etc— la protagonista acaba dándose cuenta de que su novio quiere más a la otra chica.
Según rumores o suposiciones de varios fans decían que esta canción era dedicada para en contra de Denisse Guerrero (vocalista de la banda Belanova), por motivos de favoritismo. Tiempo después Azpiazú lo negó rotundamente en una entrevista que se le hizo al dúo.

## Lista de canciones

### Sencillo - CD
| Pobre estúpida — Single |                  |          |  |
| N.º                     | Título           | Duración |  |
| 1.                      | «Pobre estúpida» | 3:55     |  |

## Listas musicales
| Lista (2006)    | Puesto |
| --------------- | ------ |
| México (Los 40) | 32     |